# Ljusne kyrka
Ljusne kyrka är en kyrkobyggnad i Ljusne i Hälsingland. Kyrkan tillhör Ljusne församling i Uppsala stift.
Ljusne kapellförsamling inrättades 1894.

## Kyrkobyggnaden
1896 övertogs och ombyggdes en byggnad (som tidigare tjänat som skola och kyrksal) efter ritningar av byggnadsingenjören Carl Widell, Stockholm. Byggnadsstilen är schweiziskinspirerad. Kapellet invigdes av kontraktsprost Robert Kihlberg. En renovering genomfördes 1926. I byggnadens östra del finns kyrkorummet och i dess västra del finns församlingslokaler. Kyrkorummet är indelat i tre skepp och saknar takvalv. Istället finns öppna snidade takstolar.

## Inventarier
- En ljuskrona av mässing med tolv pipor är tillverkad 1896 i Ljusne.
- Ovanför altaret finns en altarpredikstol som fick sitt ljudtak vid renoveringen år 1926.
- En åttakantig dopfunt av trä tillkom vid ombyggnaden år 1896. Funten står på ett podium vid ett av fönstren.

### Orgel
Före 1944 användes ett harmonium i kyrkan. 1944 byggde Bo Wedrup, Uppsala en pneumatisk orgel. Med ett tonomfång på 56/30. 1950 tillbyggde Rolf Larsson, Uppsala orgeln. 1967 renoverades orgeln av Gunnar Carlsson, Borlänge.
| Huvudverk I             | Svällverk II        | Pedal            | Koppel |
| Principal 8'            | Rörflöjt 8'         | Subbas 16'       | I/P    |
| Gedackt 8' (1950)       | Gemshorn 4'         | Gedackt 8'       | II/P   |
| Oktava 4'               | Principal 2'        | Pommer 4' (1950) | II/I   |
| Rörkvintadena 4' (1950) | Ters 1 3⁄5'         |                  |        |
| Blockflöjt 2'           | Larigot 1 1⁄3'      |                  |        |
| Mixtur III-IV 1 1⁄3'    | Scharf II 1' (1950) |                  |        |
|                         | Crescendosvällare   |                  |        |

## Bildgalleri

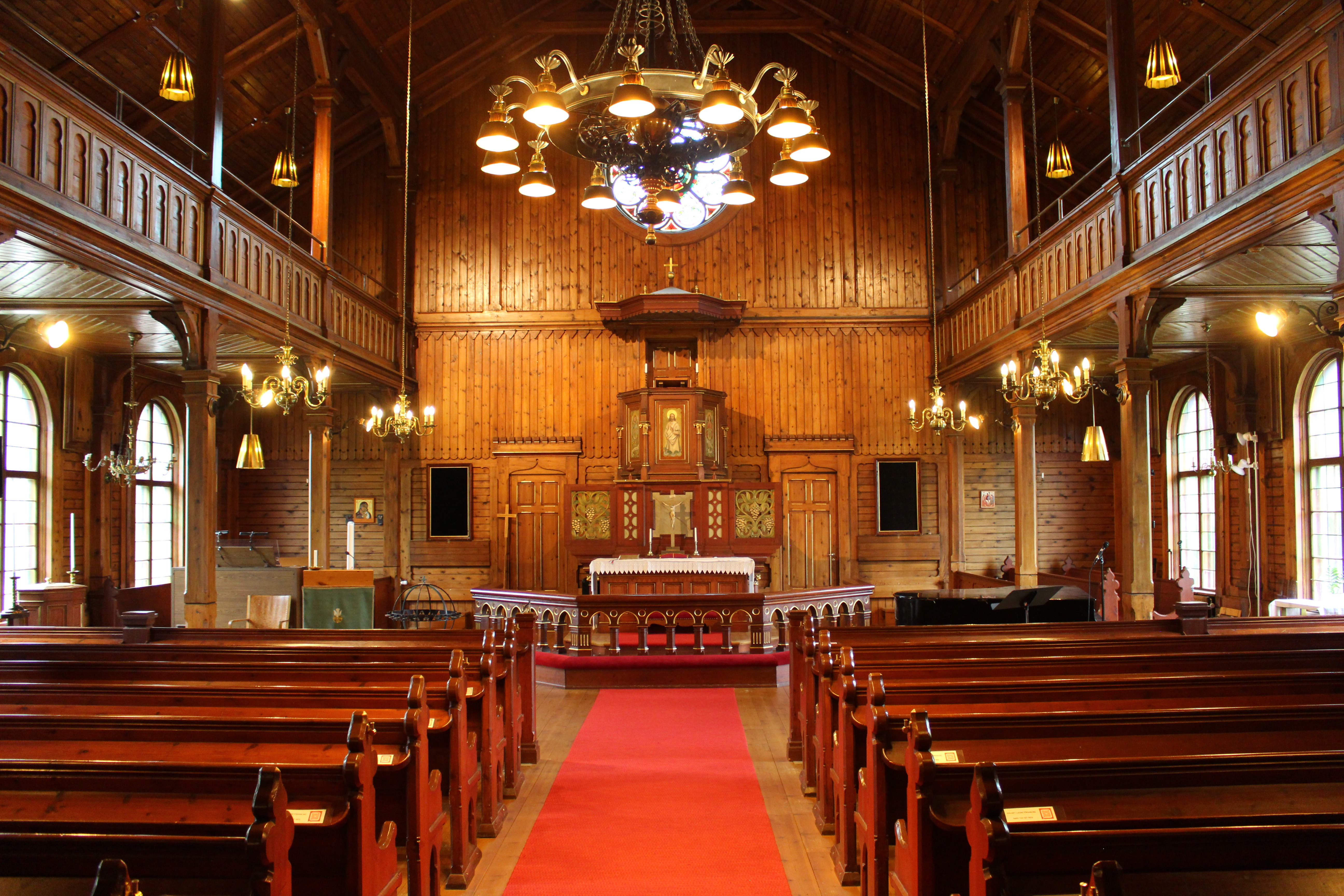
Kyrkorum
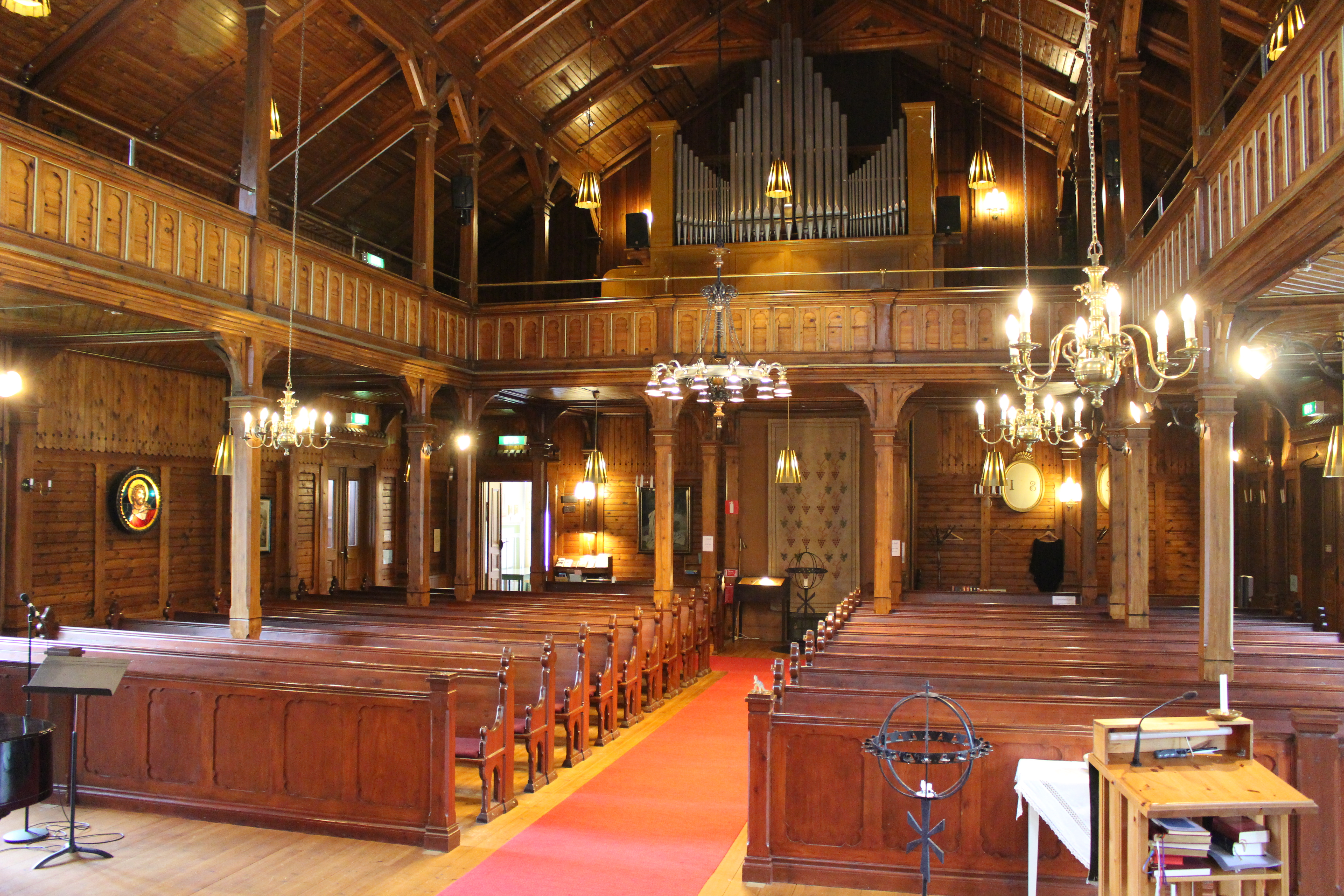
Kyrkorum mot ingång
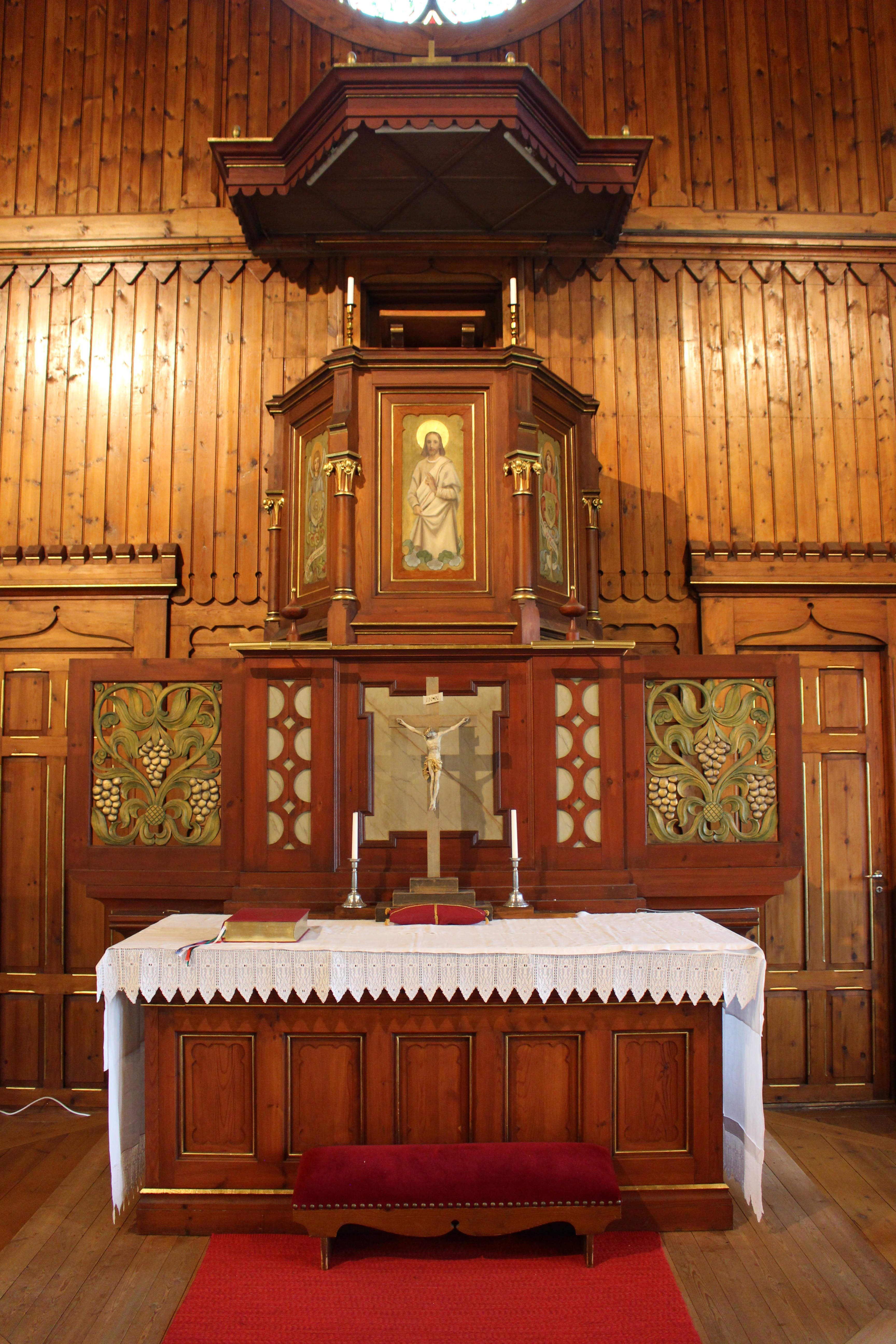
Kor med altarpredikstol
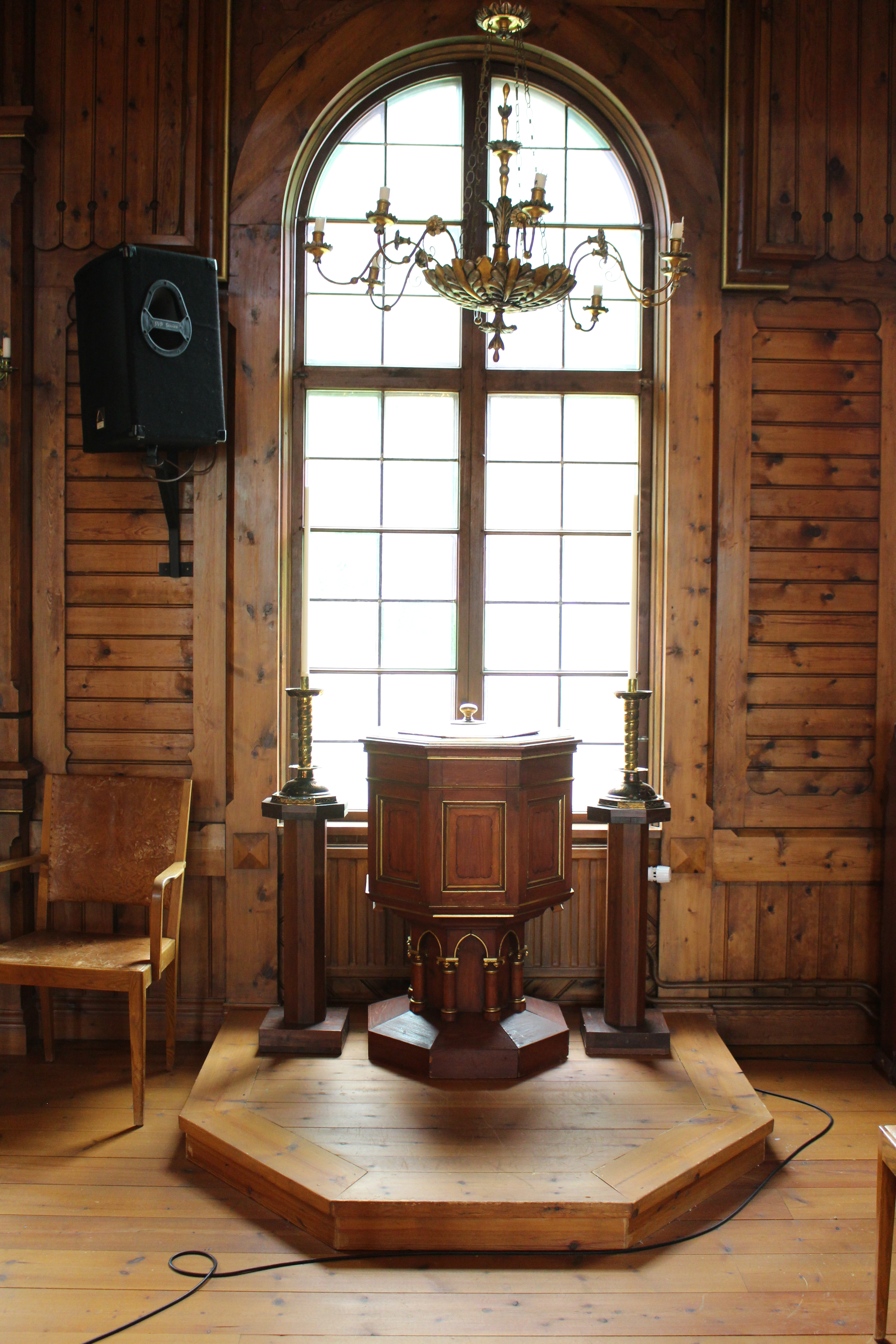
Dopplats
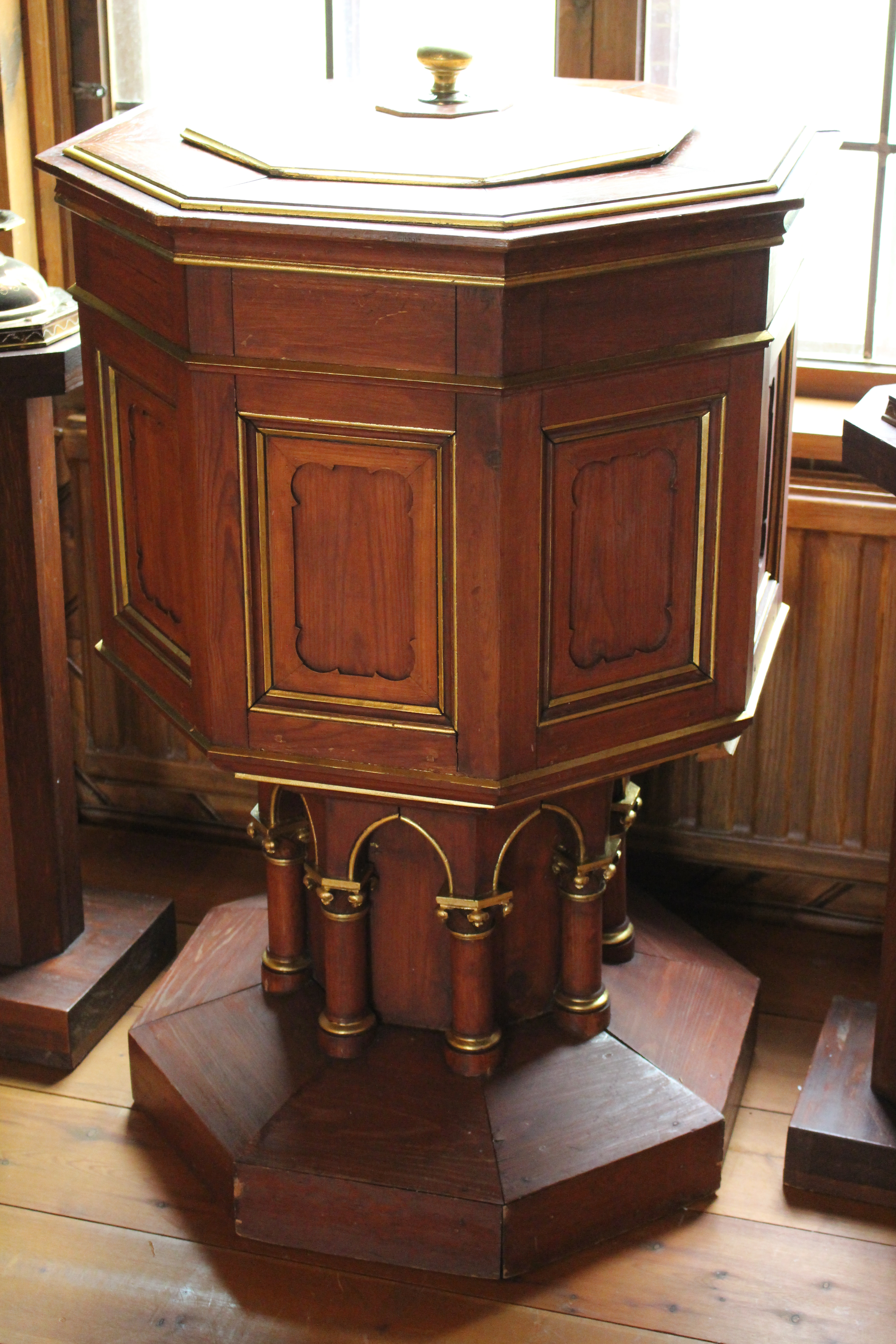
Dopfunt
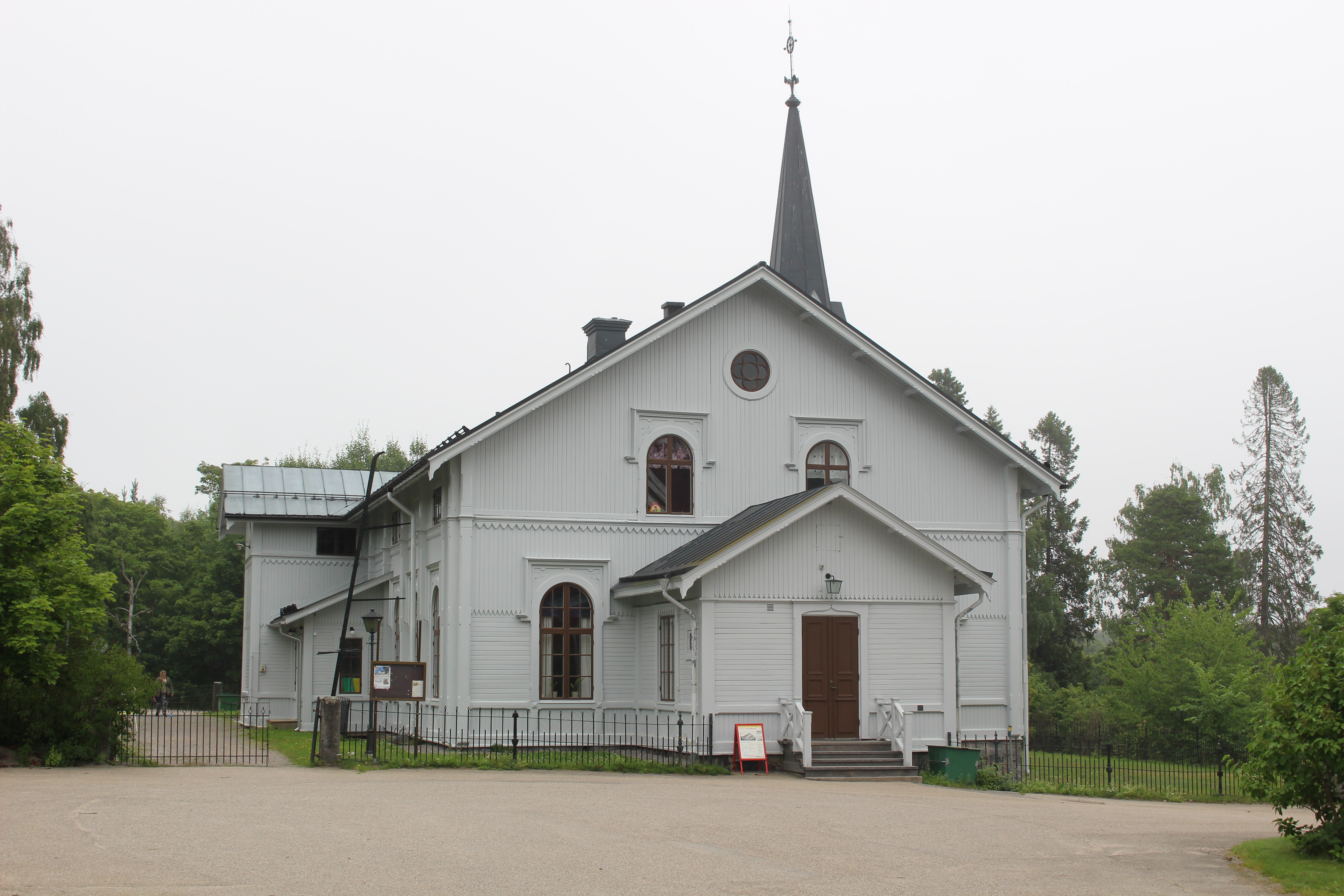
Ljusne kyrka